# Equitazione ai Giochi panamericani
L'equitazione ha fatto il suo debutto ai Giochi panamericani nella prima edizione del 1951 a Buenos Aires, in Argentina, e da allora è sempre stata presente. Le discipline equestri presenti nelle ultime edizioni sono il dressage, il salto ostacoli e il concorso completo. In ogni disciplina, sia individuale che di squadra, le donne e gli uomini gareggiano insieme, nelle stesse condizioni.

## Medagliere
In alcuni eventi non sono state assegnate medaglie d'argento o di bronzo.
| Pos.  | Nazione         |    |    |    | Totale |
| ----- | --------------- | -- | -- | -- | ------ |
| 1     | Stati Uniti     | 48 | 30 | 15 | 93     |
| 2     | Canada          | 19 | 21 | 12 | 52     |
| 3     | Messico         | 8  | 9  | 17 | 34     |
| 4     | Cile            | 7  | 6  | 13 | 26     |
| 5     | Brasile         | 6  | 6  | 13 | 25     |
| 6     | Argentina       | 2  | 11 | 2  | 15     |
| 7     | Bermuda         | 1  | 0  | 1  | 2      |
| 8     | Porto Rico      | 1  | 0  | 0  | 1      |
| 9     | Colombia        | 0  | 1  | 4  | 5      |
| 10    | Venezuela       | 0  | 1  | 1  | 2      |
| 11    | Rep. Dominicana | 0  | 0  | 2  | 2      |
| 12    | Uruguay         | 0  | 0  | 1  | 1      |
| Total | Total           | 92 | 85 | 81 | 258    |